# Li Trimbleu
De Li Trimbleu of LT was een metersporige toeristische spoorlijn tussen Trembleur en Mortroux.
De naam komt voort uit het dialect van Trembleur.

## Geschiedenis
Lijn 466 was de eerste buurtspoorweglijn in de stad Luik, en werd geopend in 1898. In 1906 werd Blegny bereikt. In 1908 werd de lijn doorgetrokken tot 's-Gravenvoeren, met een kleine zijtak bij het station van Warsage.
De reizigersdienst werd stopgezet in 1945. Het traject was wel nog in gebruik voor goederenvervoer, voornamelijk door de steenkolenmijn van 'Argenteau' te Blégny-Trembleur, dat o.a. normaalsporige kolenwagens vervoerde met rolwagens op de metersporige baan. In oktober 1960 stopte de NMVB met de exploitatie, daarna nam de mijn het vervoer over.
Vanaf de jaren 70 werd op hetzelfde traject een toeristische dienst uitgebaat vanuit de site van de mijn: eerst tot aan Warsage, later ingekort Mortroux om de drukke weg naar Maastricht niet te hoeven kruisen. Het kolenvervoer stopte toen in maart 1980 de mijn sloot, maar de Li Trimbleu bleef rijden. De mijn werd ondertussen omgebouwd tot toeristische attractie en mijnmuseum.

### Tramongeluk

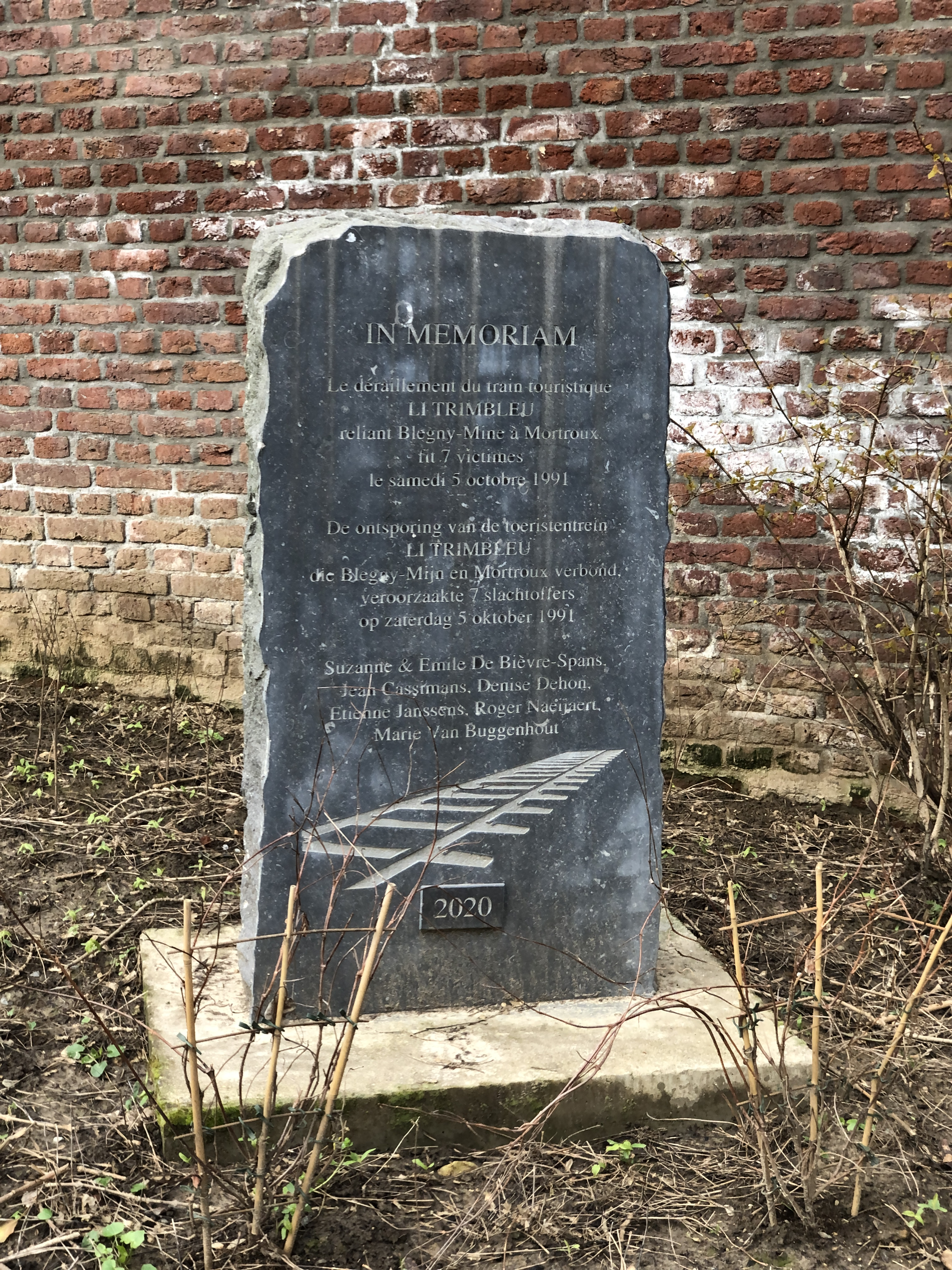
Gedenksteen voor de zeven dodelijke slachtoffers van het ongeluk, onthuld in 2020.

Op 5 oktober 1991 vond er een ongeluk plaats bij deze spoorlijn te Dalhem. Er waren problemen met het remsysteem. Van de 117 passagiers kwamen 7 personen om het leven en raakten 11 personen gewond. Het was een extra drukke dag bij de spoorlijn vanwege de jaarlijkse Trein-Tram-Busdag. De machinist zou gestopt zijn om te bellen vanwege een technisch mankement en de trein daarbij op de handrem gezet. Dit ging echter mis waardoor de trein ging rollen. Uit onderzoek bleek dat de handrem daadwerkelijk aangetrokken was. Tijdens de rechtszaak bleek dat het spoor in slechte conditie verkeerde en dat de machinist een werkeloze, ongeschoolde arbeider was die nauwelijks kon lezen en in elk geval niet was opgeleid tot machinist. Er was geen kennis aanwezig hoe de remleiding ontlucht kon worden.
Het toeristische verkeer werd sinds die dag stilgelegd en de lijn later opgebroken.

### Huidige toestand
De lijn is nog te herkennen in het landschap en is momenteel in gebruik als wandel- en fietspad. Tussen Dalhem en Mortroux liggen de rails nog, maar is tussen de rails asfalt aangebracht en is het een wandelpad geworden. In Dalhem zijn de 140 meter lange tunnel en de brug over de Berwijn hersteld en in 2020 geopend voor traag verkeer. Het traject van Dalhem via Feneur en Saint-Remy naar de mijn van Blegny is volledig geasfalteerd als RAVeL-weg.

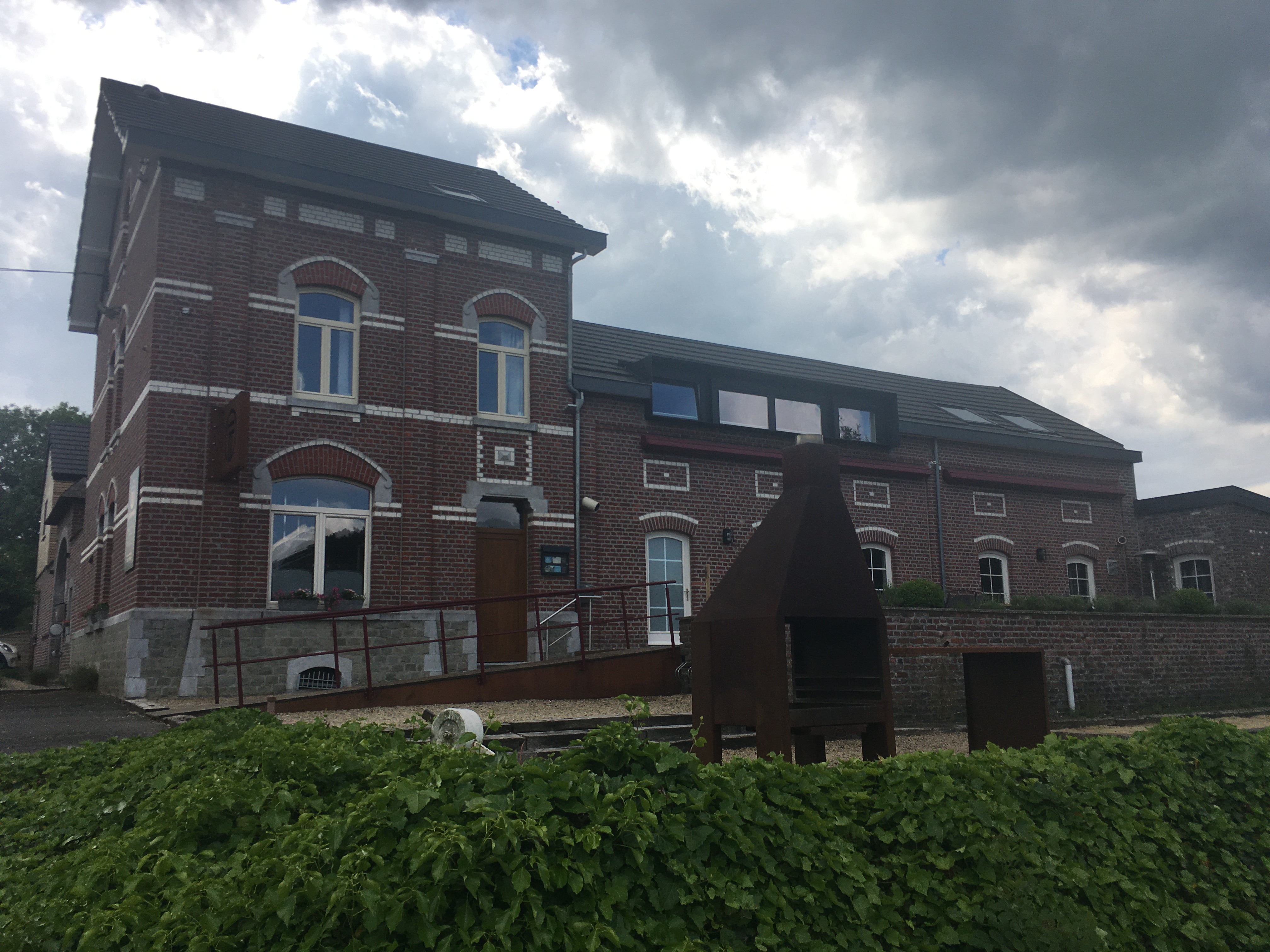
voormalig station van Mortroux
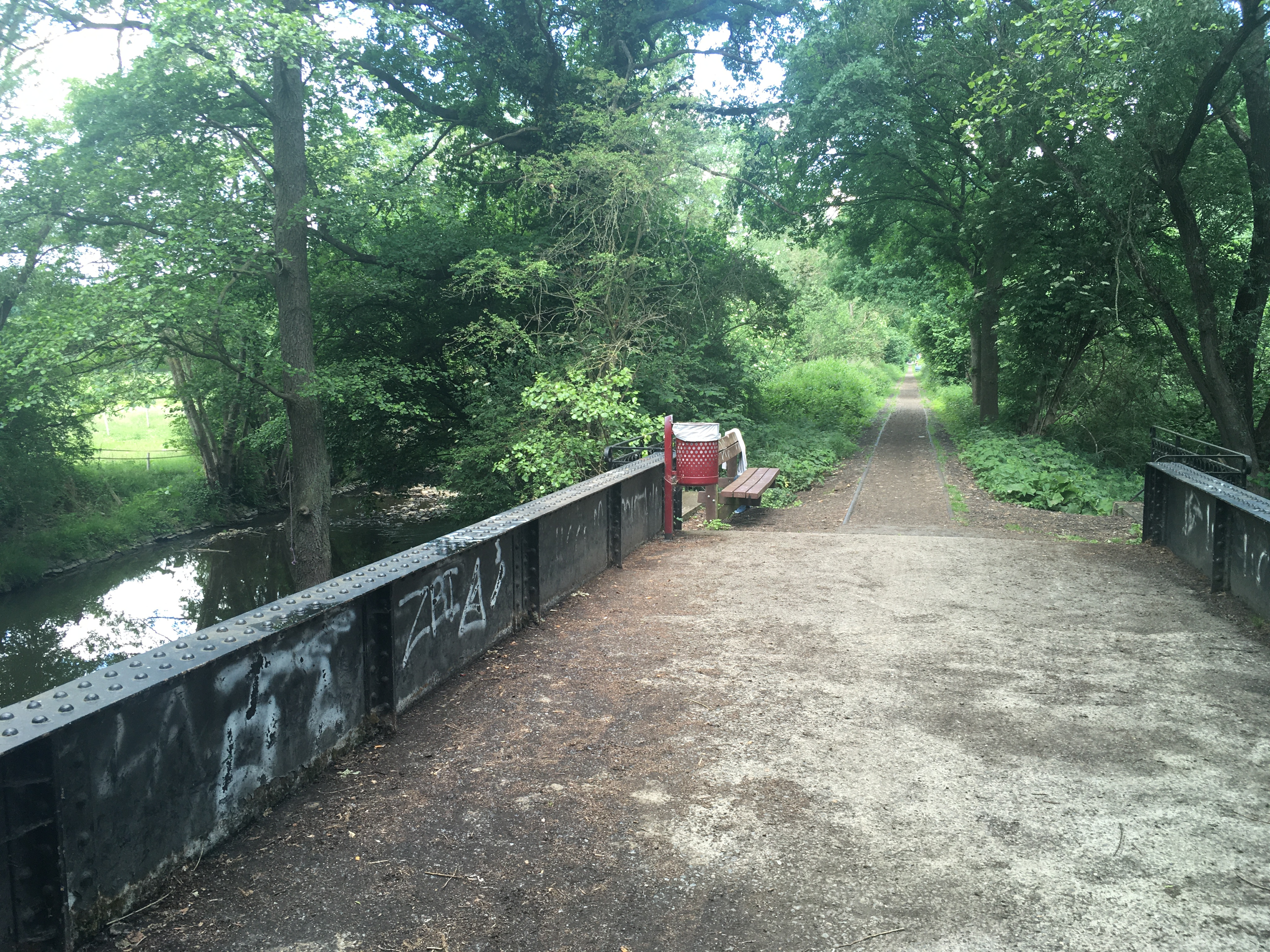
vml. tramlijn als wandelpad via een brug over de Berwijn tussen Dalhem en Mortroux
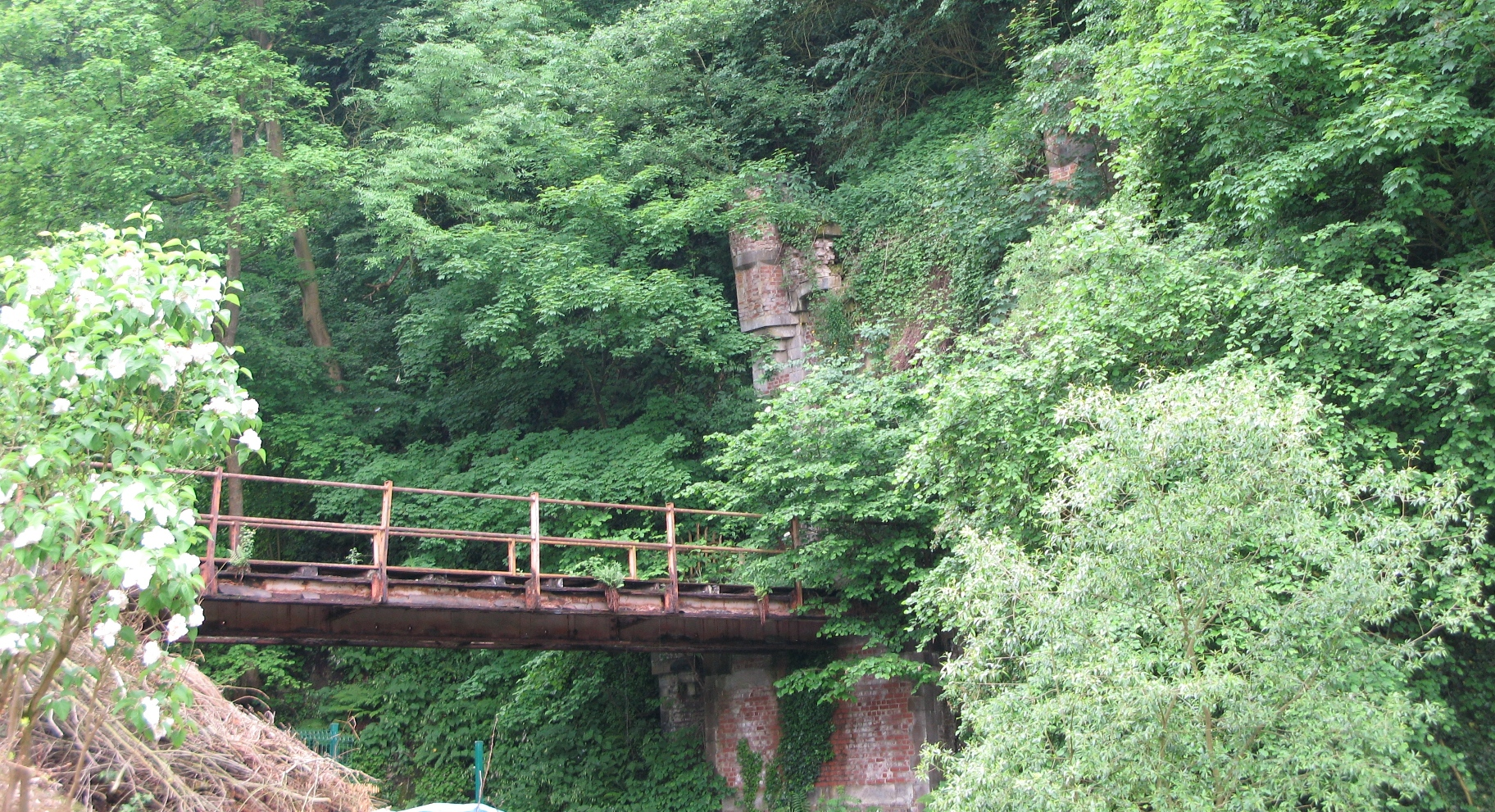
brug aan de ingang van de tunnel voor de restauratie
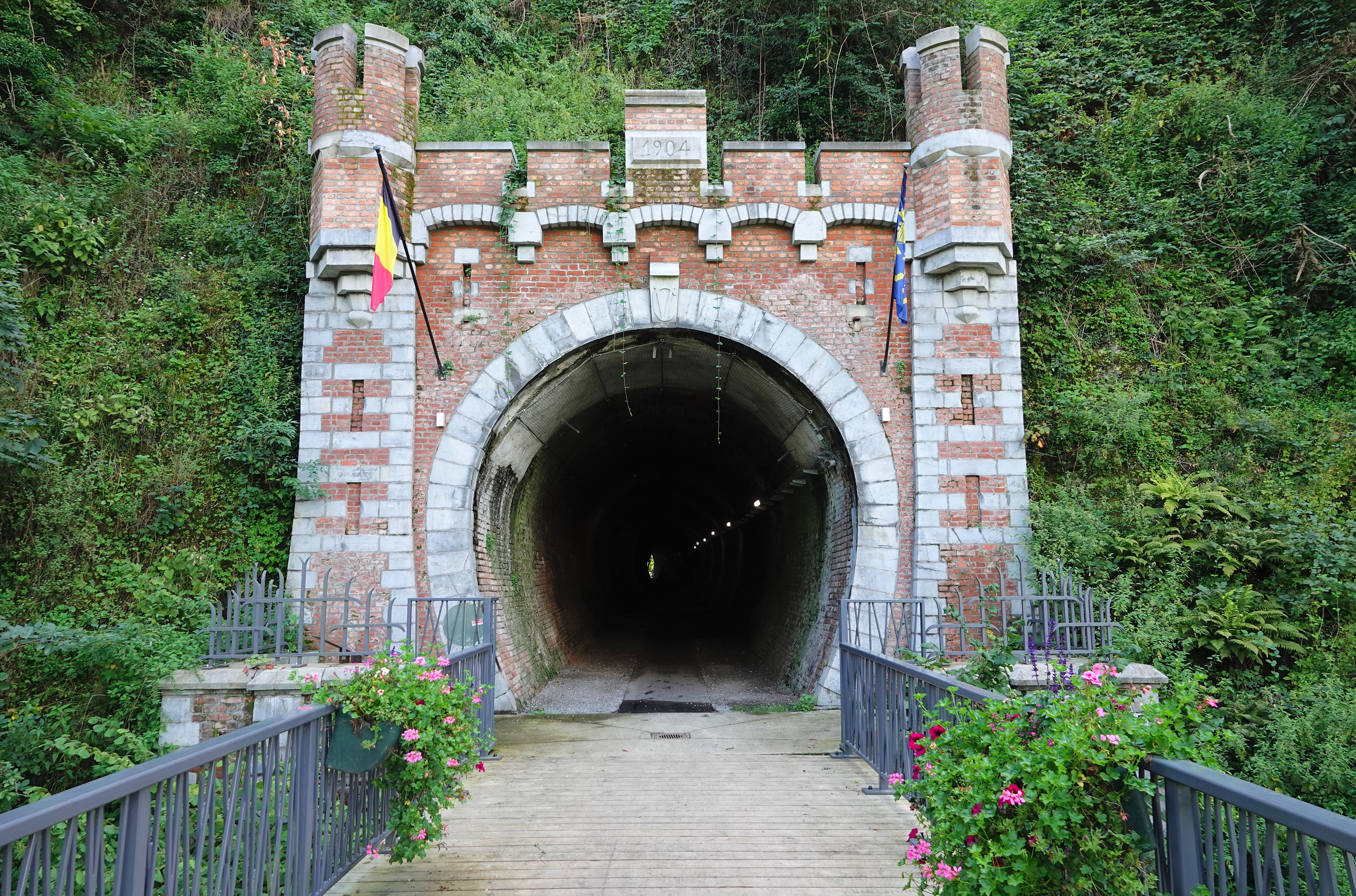
Tunnel van Dalhem
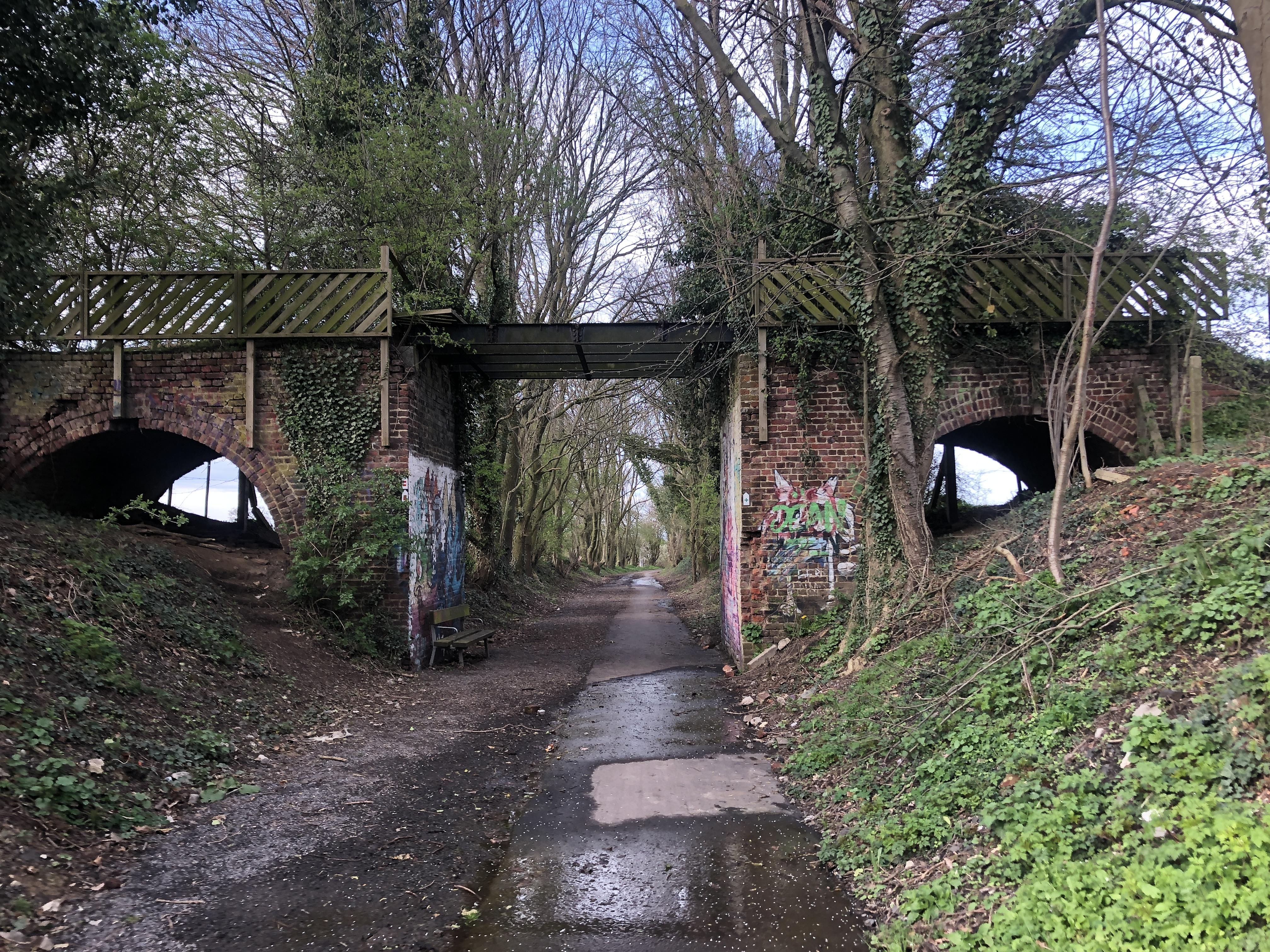
traject tussen Feneur en Saint-Remy

## Materieel
Li Trimbleu beschikte onder meer over een Autorail van de Buurtspoorwegen en daarnaast 3 locomotoren van Deutz. Daarnaast was er een aantal rijtuigen van het type Standard en Cureghem, afkomstig van stilgelegde tramlijnen in Brabant. Na de stillegging gingen 2 van de 3 locomotoren, de 56115 en de 56116 naar de Franse Train du Bas-Berry. 
- Stoomtramlocomotief 0-6-0 1075 (Grand Hornu uit 1920) ging naar de TTA.
- Stoomtramloc 303, gebouwd in Tubeke in 1888 ging naar de ASVi.
- Stoomtramloc 634, gebouwd door Franco-Belge in 1912 werd een statisch monument bij het huidige museum.
- Locomotor L.L.D. uit 1951 werd een statisch monument bij de Steenkoolmijn van Blegny.
- Een diesellocomotief afkomstig van de Herforder Kleinbahnen onder nummer V15 kwam via de Kreis Altenaer Eisenbahn in 1967 terecht bij het mijnspoorbedrijf en de toeristische spoorlijn. Later ging de locomotief, gebouwd in 1959 door Ruhrthaler, via de Chemin de Fer de la Baie de la Somme naar Spanje en Mallorca.
- De autorail ART86 uit 1934 ging 1in 1980 naar de ASVi.[7]
- Er waren in totaal 8 vierassige rijtuigen in bezit, genummerd in de reeks 1 tot 8. Rijtuigen wisselden af en toe van nummer. De rijtuigen waren afkomstig van de NMVB. Daar waren de rijtuigen genummerd 19307, 19308, 19373, 19391 en 19433 afkomstig van stelplaats Het Rad en ook de 19418 In 1980 werden deze 6 rijtuigen aangevuld met twee rijtuigen wagens 9485 (ex 19444) en 9487 (ex 19446) afkomstig van in de Heizeltunnel opgesteld materieel na ophef van tramlijnen G en BW. Een rijtuig, oorspronkelijk genummerd NMVB 19391, ging later via het Museum voor het Stedelijk Vervoer te Brussel naar de Stichting voorheen RTM onder nummer 1525. Rijtuig NMVB 19418 uit 1947 bleef in Brussel. Rijtuigen 19308, 19433 en 19444 waren betrokken bij het ongeluk, werden verkocht aan Protram. De 19444 werd ontdaan van onderdelen en gesloopt